# Premi Bernat Capó
El Premi Bernat Capó d'Investigació i Difusió de la Cultura Popular Valenciana té com a objectiu fomentar la investigació de temes sobre cultura popular valenciana tant material com immaterial. Consistix en una dotació econòmica, una escultura de Ginestar i la publicació de l'obra guanyadora en forma de monogràfic dins la col·lecció La Farga d'Edicions del Bullent. El guardó pren el nom de l'escriptor benisser Bernat Capó, el qual ha fet una destacada obra literària on es constata l'esforç continuat per difondre els costums, la geografia i forma de fer de la seua comarca i la seua cultura a un nivell més general.
El premi, que es convoca anualment, s'inicià el 1999 amb el patrocini inicial de Bancaixa (que el retiraria a la sisena edició) i amb el suport de diverses institucions com Edicions del Bullent, el Museu Valencià d'Etnologia, l'Ajuntament de Dénia, la MaCMA i l'Institut d'Estudis Comarcals de la Marina Alta.
La convocatòria del premi en 2020 introdueix canvis i regula el seu nom oficial com Premi Bernat Capó d'Investigació i Difusió de la Cultura Popular, de la Diputació de Valencià, convocat pel Museu Valencià d'Etnologia i l'Àrea de Cultura de la Diputació de València.

## Llista de premiats
A continuació hi ha els guanyadors del Bernat Capó ordenats per any, títol i autor:
- 1999: Costumari botànic, de Joan Pellicer[7]
- 2000: Passeig pels molins d'aigua de la Safor, de Fernando Sendra[8]
- 2001: El llenguatge del vestit: el cas valencià, s. XVIII i XIX, de Ruth de la Puerta[9]
- 2002: El cicle de la vida: rites i costums dels alacantins d'abans, de Maria del Mar Duque[10]
- 2003: Romancer valencià (antologia), d'Àlvar Monferrer i Monfort[11]
- 2004: Llegendes del sud, de Joan Borja[12]
- 2005: Moros i Cristians: una festa, d'Albert Alcaraz (25)[13][14]
- 2006: Els valencians d'Algèria (1830-1962): memòria i patrimoni d'una comunitat emigrada, d'Àngela Rosa Menages i Joan Lluís Monjo[15][16]
- 2007: Màgia per a un poble Guia de creences i criatures màgiques populars, de Francesc Gisbert
- 2008: Desert.
- 2009: Mengem i cantem Cobles amb motivacions agrícoles i gastronòmiques, d'Aureli Puig[17][18]
- 2010: Devocions marineres a terres valencianes, de Pep Martorell[19][20]
- 2011: A què juguem? Els nostres jocs i joguets tradicionals, de Francesc Gisbert[21][22]
- 2012: Mujeres e industria tabaquera en Alicante, de Teresa Lanceta[23]
- 2013: Bruixes, dimonis i misteris,[24] d'Àlvar Monferrer[25]
- 2014: Fantasmes al palau. Tradicions esotèriques valencianes, d'Ivan Carbonell[26]
- 2015: Fem safareig. Un passeig pels llavadors del País Valencià, d'Agnès Vidal[27]
- 2016: Els bastonets d'Algemesí, de Toni Bellón[28]
- 2017: Contalles de iaios i iaies, de Jordi Raül Verdú[29]
- 2018: Gat Vell. Dites marineres, de Francesc Xavier Llorca Ibi
- 2019: No convocat
- 2020: Animetes santes, de Josep Lluís Santonja[30]
- 2021: Viure a la caseta. L’hàbitat tradicional valencià de temporada, de Carles Rodrigo Alfonso[31]
- 2022: Sense porc. L’alimentació en les identitats culturals de jueus i moriscos i en la seua persecució per la Inquisició de València, d'Albert Toldrà i Vilardell[32]
- 2023: El seculòrum i la seculera. Contes i acudits llicenciosos valencians de tradició oral, de Joan-Lluís Monjo[33]